# D.A.F.T.: A Story About Dogs, Androids, Firemen and Tomatoes
D.A.F.T.: A Story About Dogs, Androids, Firemen and Tomatoes — DVD компиляция дуэта Daft Punk, выпущенная в 1999 году. DVD включает в себя клипы и музыку с синглов Daft Punk времён их первого альбома Homework.
Выпущена также версия D.A.F.T. на двухстороннем DVD, на второй стороне находится запись их выступления на концерте в Лос-Анджелесе, которую в свою очередь можно просмотреть с 9 различных камер.

## Список композиций
1. Da Funk
2. The Making Of «Da Funk» (Armand Van Helden Remix)
3. Around The World’s Director Michel Gondry Teaches Us How To Dance…
4. Around The World
5. The Making Of «Around The World» (Masters At Work Remix)
6. Burnin'
7. The Making Of «Burnin'» (Ian Pooley Remix)
8. Revolution 909
9. The Making Of «Revolution 909» (Roger Sanchez Remix)
10. Fresh
11. The Rehearsal Of The «Fresh» Shot With Daft Punk
12. The Making Of «Fresh»
13. The Making Of The Dog’s Head
14. Rollin' And Scratchin' (Live In Los Angeles)